# Herbert Blumer
Herbert Blumer (ur. 7 marca 1900 w Saint Louis, zm. 13 kwietnia 1987 w Danville) – amerykański socjolog.

## Życiorys
W latach 1918–1922 studiował na Uniwersytecie Missouri. Po ukończeniu studiów pozostał na tej uczelni jako asystent, ale w 1925 przeniósł się na Uniwersytet Chicagowski, gdzie znalazł się pod dużym wpływem George’a Meada, Williama Thomasa i Roberta Parka. W 1928 uzyskał tam doktorat i stanowisko nauczycielskie. Kontynuował też własne badania oraz rozwijał dalej koncepcje George’a Herberta Meada. W latach 1930–1935 był skarbnikiem Amerykańskiego Towarzystwa Socjologicznego, a w latach 1941–1952 był redaktorem American Journal of Sociology. W 1952 przeniósł się na Uniwersytet Kalifornijski, gdzie przewodniczył i rozwijał nowo założony wydział socjologii. W 1952 został prezesem Amerykańskiego Towarzystwa Socjologicznego.

## Koncepcje i prace
W swoich pracach rozwijał dalej koncepcje George’a Meada; w 1937 wprowadził termin interakcjonizm symboliczny i rozwijał socjologiczną perspektywę teoretyczną określaną tym terminem. Do jego głównych zainteresowań badawczych należały metody empiryczne i obserwacje kultury popularnej. Uważał, że introspekcja i obserwacja uczestnicząca są w perspektywie interakcjonizmu symbolicznego ważniejsze od podejścia naukowego.

## Tłumaczenia prac na j. polski
- Interakcjonizm symboliczny. Perspektywa i metoda, tł. Grażyna Woroniecka, Kraków 2007, Zakład Wydawniczy Nomos, ISBN 978-83-60490-46-4 (Symbolic Interactionism. Perspective and Method 1969)